# يوهان كازيمير فون بالاتينات-زيمرن
يوهان كازيمير كونت بالاتينات-زيمرن (بالألمانية: Johann Casimir von Pfalz-Simmern؛ 7 مارس 1543 - 16 يناير [بالتقويم القديم: 6 يناير
] 1592)؛ كان كونت بالاتينات-لوترن، وأمير بالاتينات بحيث أنه الابن أصغر لـ فريدرش الثالث ناخب بالاتينات، وأيضا كان كالفينياً صارماً، وقائدًا لقوات المرتزقة في الحروب الدينية في ذلك الوقت، بما في ذلك الثورة الهولندية، ومنذ 1583 وحتى وفاته كان بمثابة الوصي على ابن أخيه فريدرش الرابع.

## السيرة الذاتية
ولد الكونت بالاتينات يوهان كازيمير في زيمرن باعتباره الابن الثالث لـ فريدرش الثالث وزوجته ماري من براندنبورغ-كولمباخ بحيث أنه عضو من فرع زيمرن الانتخابي من سلالة فيتلسباخ العريقة، في عام 1564 تقدم يوهان كازيمير لخطبة إليزابيث الأولى ملكة إنجلترا بحيث أرسل لها صورته عبر رجل البلاط الاسكتلندي السير جيمس ميلفيل، ولكن إليزابيث لم تبد أي اهتمام به.
وفي 26 نوفمبر 1568 تقدم لخطبة إليزابيث ذو 16 عامًا هي ابنة أوغسطس ناخب ساكسونيا وزوجته الأولى آنا الدنماركية، كانت من أتباع المذهب اللوثري، أقيم حفل الزفاف بالعاصمة هايدلبرغ في 6 يونيو 1570، وكان الزواج سياسيًا بحتاً، بحيث أراد يوهان كازيمير ربط الكالفينية بـ ساكسونيا من خلال الزواج، ومع ذلك تبين أن زواجهما كان تعيس، وليس فقط بسبب الاختلافات الدينية، بل أمر يوهان كازيمير برهن إقامة زوجته متهماً إياها بالزنا، وإلا أن تمكن إليزابيث من إنجاب ستة أطفال،ثلاثة منهم كانوا بنات، اعتنقت الكالفينية في أواخر حياتها إلا أنها توفيت في السجن بـ 2 أبريل 1590.
منذ مارس عام 1571 أصبح يوهان كازيمير يقيم في كايزرسلاوترن لعشر سنوات التالية، عندما توفي والده عام 1576 أمر في وصيته أن تظل بالاتينات كالفينيًا إلا أن شقيقه الأكبر الذي كان الوريث لودفيغ السادس ورث الجزء الرئيسي من بالاتينات، بما في ذلك العاصمة هايدلبرغ، في حين ورث يوهان كازيمير الجزء الأصغر وأصبح الكونت بالاتينات-لوترن (تتكون أساسًا من مدينة كايزرسلاوترن والمنطقة المحيطة بها)؛ لم يحترم شقيقه لودفيغ الذي ربته والدته سرًا باعتباره لوثريا وصية والده وبدلاً من ذلك دعم اللوثرية، العديد من أساتذة اللاهوت منهم زكريا أورسينوس غادروا جامعة روبريخت كارل في هايدلبرغ وتم الترحيب بهم في لوترن من قبله الذي بنى لهم الكلية في نويشتات كجامعة بديلة في 1578.
كان يوهان كازيمير على اتصال منتظم مع روبرت دادلي إيرل ليستر الأول وابن شقيقته السير فيليب سيدني بحيث كان وكيلًا لإليزابيث الأولى في القارة، وتم إرسالهم للمساعدة في تشكيل تحالف بروتستانتي، وفي عام 1576 دخل يوهان كازيمير فرنسا بقيادة أربعة آلاف جندي، ونتيجة لهذه الحملة حصل على دوق إيتامب من قبل هنري الثالث ملك فرنسا لبضعة أشهر في 1576-1577، إلا أن اللقب كان فخرياً، لأنه لم يقم بزيارة دوقية الفرنسية.
زار إنجلترا عام 1579 للحصول على دعم المالي من الملكة لحملته في المقاطعات المتحدة، وفي فبراير العام نفسه اصطحابه إيرل ليستر إلى أكسفورد واستقبله لمدة ثلاثة أسابيع في البلاط الإنجليزية، كان يصطاد الغزلان في هايد بارك، وأثناء مغادرته أعطت له الملكة صفيحة ذهبية، في حين قدم له إيرل ليستر هدايا احتوت على الصقور للصيد ومعدات الصيد، وأرسل إيرل بيمبروك له سلسلة ذهبية، ومنذ 1583 حتى وفاته في 1592 تولى منصب الوصاية على ابن شقيقه الناخب فريدرش الرابع.

## الزواج والذرية

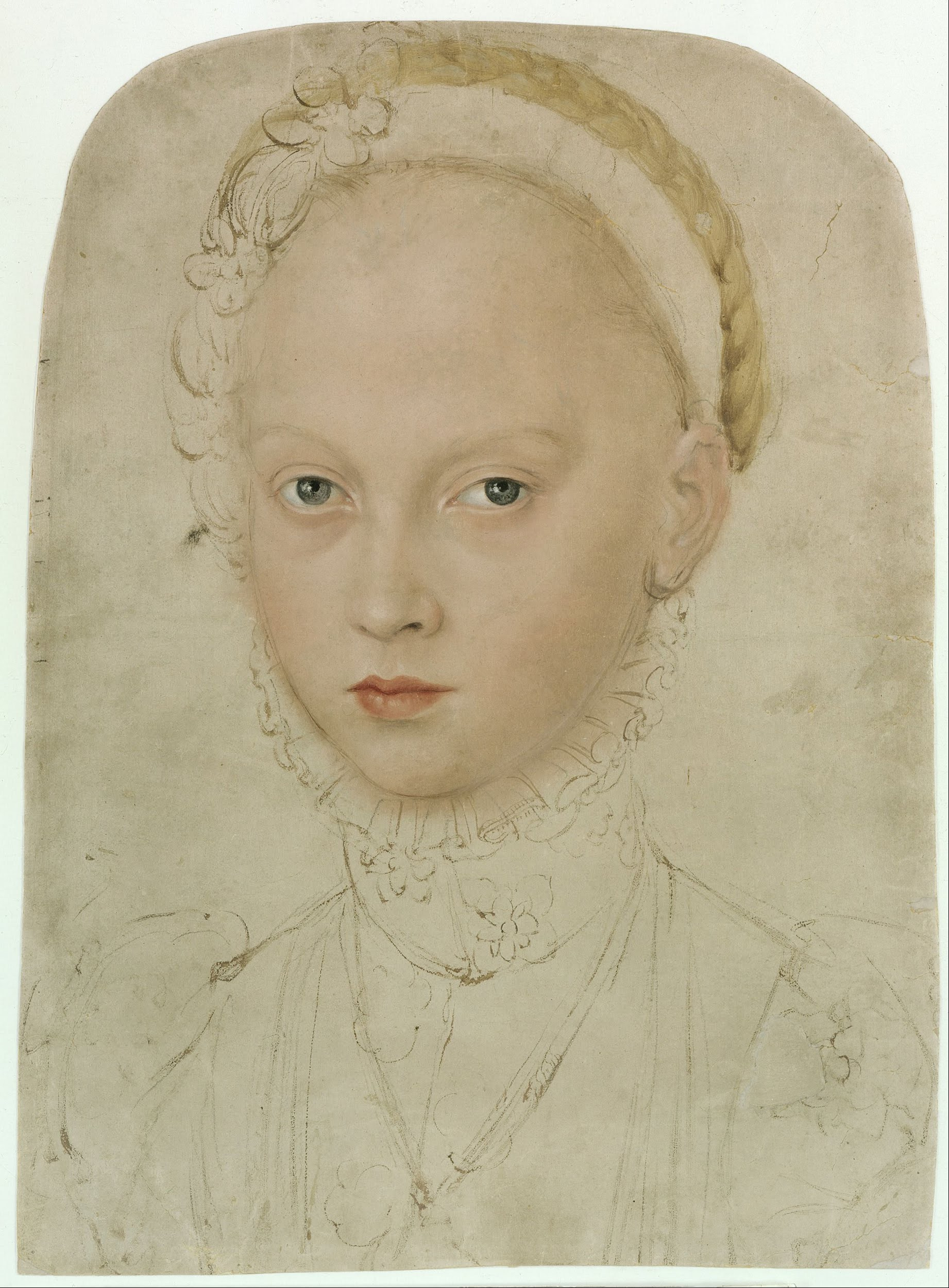
زوجته إليزابيث، بواسطة لوكاس كراناخ الأصغر.

أنجبت له زوجته إليزابيث الساكسونية (فولكنشتاين؛ 18 أكتوبر 1552 - 2 أبريل 1590؛ هايدلبرغ)؛ ستة مرات، واحدة فقط وصلت حتى سن البلوغ وأثنين منهم توفوا صغار وإما الأخرون حالة إجهاض:-
- ابن (1573).
- ماري (1576-77).
- إليزابيث (1578-80).
- دوروثيا (1581-1631)؛ تزوجت من يوهان غيورغ الأول أمير أنهالت-ديساو، لهم ذرية.
- ابنة (1584).
- ابنة (1585).

ومن خلال ابنته الباقية يعتبر الزوجين الأجداد ملوك أوروبا الحاليون: تشارلز الثالث ملك المملكة المتحدة، كارل السادس عشر غوستاف ملك السويد، مارغريت الثانية ملكة الدنمارك، هارالد الخامس ملك النرويج، فيليم ألكسندر ملك هولندا، فيليبي السادس ملك إسبانيا، فيليب ملك بلجيكا، هنري دوق لوكسمبورغ الأكبر، وكذلك هانس آدم الثاني أمير ليختنشتاين وألبير الثاني أمير موناكو.